# 6010 Lyzenga
A 6010 Lyzenga (ideiglenes jelöléssel 1990 OE) a Naprendszer kisbolygóövében található aszteroida. Eleanor F. Helin fedezte fel 1990. július 19-én.